# Хамаданский договор
Хамаданский договор — мирный договор, заключенный 4 октября 1727 года, в Хамадане, недалеко от тогдашней столицы Исфахана, где произошло финальное сражение между персидскими войсками и войсками Османской империи в ходе турецко-персидской войны 1723—1727 годов.
Персидский шах Мир Ашраф-шах Хотаки, сменивший в 1725 году на престоле своего двоюродного брата Мир Махмуд-шаха Хотаки, был вынужден заключить данный договор, по которому Ашраф-шах фактически признал себя вассалом турецкого султана, передав Османской империи весь западный и северный Иран, включая округ, в котором сегодня находится Тегеран. Ашраф-шах признал турецкого султана халифом всех мусульман, а также отход к Турции всех владений Ирана, завоёванных Турцией в результате войны и перешедших к ней по русско-турецкому договору 1724 года. Султан, в свою очередь, признавал Ашраф-шаха государем Ирана, но в вассальной зависимости от Османской империи.